# 淡水廳志稿
《淡水廳志稿》是清道光時由鄭用錫纂輯而成的方志，是因為當時福建省有編輯《福建通志》需要而採訪製作的書籍。完稿時並未刊行，但書稿成為日後編纂《淡水廳志》的資料。
該書原題名「淡水廳志」，為了與後來正式出版的廳志區分而改稱為「淡水廳志稿」。

## 沿革
鄭用錫之所以會編纂此書，是當時為了提供《福建通志》編纂用的資料，而受淡水廳同知李嗣鄴命令進行採訪編輯。根據該書所收錄的最晚事蹟是「淡水學訓導陸芳餘道光十三年六月任職」一事，該書可能是從道光十三年（1833年）秋季開始編纂，於次年（1834年）鄭用錫赴京前完成。

## 版本
中華民國國立臺灣圖書館（原中央圖書館臺灣分館）有貴州李嗣鄴後人所藏的抄本，是該館於1990年代洽購典藏。1998年，林文龍將該版本點校刊行，收入「臺灣歷史文獻叢刊」。
另有中華人民共和國貴州省圖書館藏抄本，於2005年影印刊行，收入北京九州出版社和廈門大學出版社聯合出版的「臺灣文獻彙刊」叢書中。
臺灣圖書館藏本是二卷本，貴州圖書館藏本是四卷本。另外就文字正確性來說，以貴州藏本較佳；就保存完整性來說，臺灣藏本保存較佳。詹雅能認為貴州藏本可能是李嗣鄴從臺灣帶回的原始抄本，臺灣藏本則是後來的重抄本。